# Retablo mayor de la basílica de la Asunción de Nuestra Señora (Lequeitio)

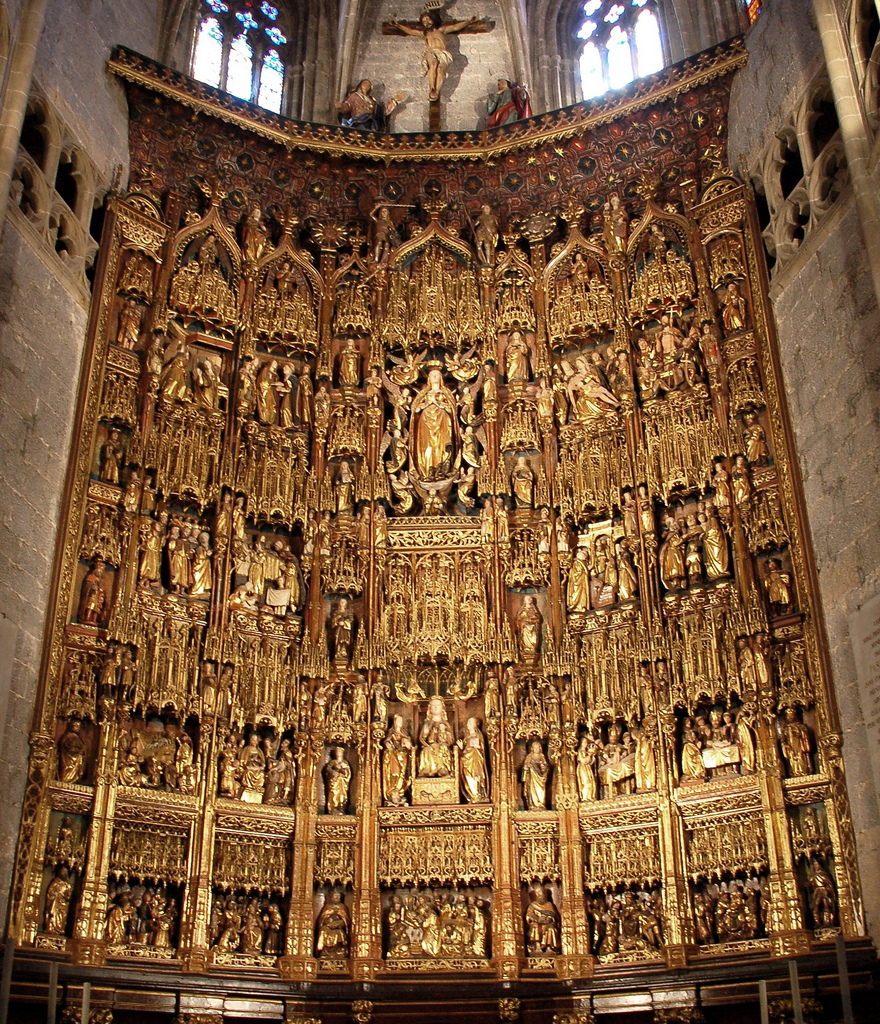
Retablo hispano-flamenco de la Basílica de Lequeitio.

El Retablo de la Capilla Mayor de la Basílica de la Asunción de Nuestra Señora de Lequeitio (Vizcaya, España) es un mueble de grandes dimensiones realizado en los primeros años del siglo XVI en estilo gótico hispano-flamenco o isabelino. Esta grandiosa mazonería se trata de una de las joyas de la retablística vasca y está considerada, en cuanto a sus dimensiones, la tercera o la cuarta en toda España, tras los retablos mayores tardogóticos de las catedrales de Sevilla, Toledo y, quizá, Oviedo, con los que guarda una gran semejanza estilística y conceptual.

## Descripción
Con unas dimensiones de 12,50 metros por 9,50, está ordenado en cinco calles para acoger escenas de relieve y cuatro entrecalles separadas por pilares de sección poligonal decreciente en las que se ubican tallas exentas. La altura se organiza en banco y tres cuerpos reducidos a dos en la calle central. En la parte superior, frenando la tendencia vertical, corre horizontalmente a modo de cornisa un guardapolvo mudéjar decorado con motivos geométricos abstractos pintados y con estrellas doradas que representan el cielo. El formidable mueble de Lequeitio ocupa todo el fondo del ábside de la iglesia, frisando casi el arranque de las bóvedas. Es una colosal estructura de madera dorada cuajada de pilares, pulseras, tracerías, chambranas, etc., todo interpretado bajo un código formal gótico avanzado gracias a la policromía dorada que lo adorna. El color rojo (o el azul o verde obscuro) y el color oro viejo (bicromia hispana) enriquecen el programa iconográfico de relieves narrativos e imágenes mayores y menores. Es de destacar también el brocado aplicado en hilos de oro, que intenta imitar los ricos textiles de la época. La plata de los encasamientos contribuye a la riqueza general.
Al programa escultórico, sometido a los dictados de un complejo mensaje iconográfico y conservado íntegro, tan sólo se añadió como remate el Calvario en el siglo XVIII. Por otro lado, la Santa María sedente o Andra Mari que preside la estructura precede al mueble, ya que data del siglo XIV, si bien su composición arcaizante delata su inspiración en la imagen de Nuestra Señora de la Antigua, talla románica, hoy expuesta en un retablo barroco en la girola de la Basílica, que fue la patrona original del templo. El temario enmarcado por doseletes, baldaquinos, tracerías, filigranas, chambranas, pináculos y figuras es ilustrado por una serie de expresivos paneles o casas que desarrollan diversas escenas de la vida de la Virgen María y Jesucristo.
Bajo el guardapolvos, representando el Cielo, se sitúan las tallas de San Miguel y San Jorge, el sol, la luna y dos figuras femeninas como alegorías de la iglesia y la sinagoga. En los pisos, comenzando de arriba abajo y de izquierda a derecha, podemos contemplar las siguientes escenas evangélicas:
Cuerpo superior: La Anunciación, La Visitación, El Descendimiento de la Cruz y La Resurrección.

Cuerpo intermedio: San Joaquín y Santa Ana ante la Puerta Dorada, El Nacimiento de María, La Presentación de Jesús en el Templo y Los Desposorios de José y María.

Cuerpo inferior: La Anunciación a los Pastores, La Adoración de los Pastores, La Circuncisión y El Cántico de Simeón.
La predela se decora con cinco abigarrados relieves: en el central, una representación de la Dormición de María; a su izquierda, El Nacimiento de Jesús y La Adoración de los Reyes Magos; y a su derecha, La Matanza de los Inocentes y Jesús en el Templo discutiendo con los Doctores. La Asunción de María, en la parte superior de la calle central, supone el compendio de esta apoteosis mariana y cristológica.

## Autoría

### Escultura
La autoría de los capítulos de la estructura del mueble y de la talla, facturados hacia 1500, siguen sin ser documentados. La tarea escultórica es tan ingente que la obra debió de salir de un taller bien poblado de oficiales. Bastantes piezas, siempre exentas y de tamaño pequeño, llevan grabadas las contraseñas de seis o siete artifices diferentes dentro de lo que generalmante se conoce como estilo hispano-flamenco. El responsable principal de esta obra colectiva, al que bien podríamos denominar Maestro de Lekeitio, esculpió, a juzgar por la unidad estilística, la mayor parte del conjunto; todos los relieves narrativos salvo uno, el de la Dormición de María, y las imágenes de bulto mayores. Este maestro que no firma su obra y que compone correctamente el esquema narrativo, pudo pertenecer al círculo hispano-flamenco asentado en las ciudades castellanas de Burgos y Palencia activo entre 1500 y 1505, a tenor del manejo de los pliegues de los paños, labra de los cabellos y otras composiciones. Gil de Siloé o Alejo de Vahía pueden servir de referencia.

### Dorado y policromía
La autoría del dorado y la policromía no ofrece dudas. El responsable fue el maestre Johan García Crisal, quizá de apellido paterno simplemente Crisal o Christaels, nombre desconocido en la península y de claro origen foráneo, asistido por varios oficiales. A su traslado a Lequeitio para iniciar la obra del retablo a partir de 1507, García Crisal trajo consigo a su familia y a algunos obreros, entre los cuales figuraba un tal Pietris, pintor, que era su cuñado, y el entallador Chordón. Con el presupuesto de 630 545 maravedíes de que dispuso, este maestro apenas logró cumplir su compromiso de sacar adelante el dorado y la policromía del retablo.
La fecha del 15 de diciembre de 1514 es la documentada como el día en que se dio por terminada la obra del retablo mayor de la Basílica de la Asunción de Nuestra Señora, efectuada bajo el patrocinio económico, no de un rey, un noble o un cabildo eclesiástico, sino de los vecinos de una modesta feligresía rural y pesquera.
Una restauración en 1996 devolvió a este retablo todo su esplendor.

## Galería

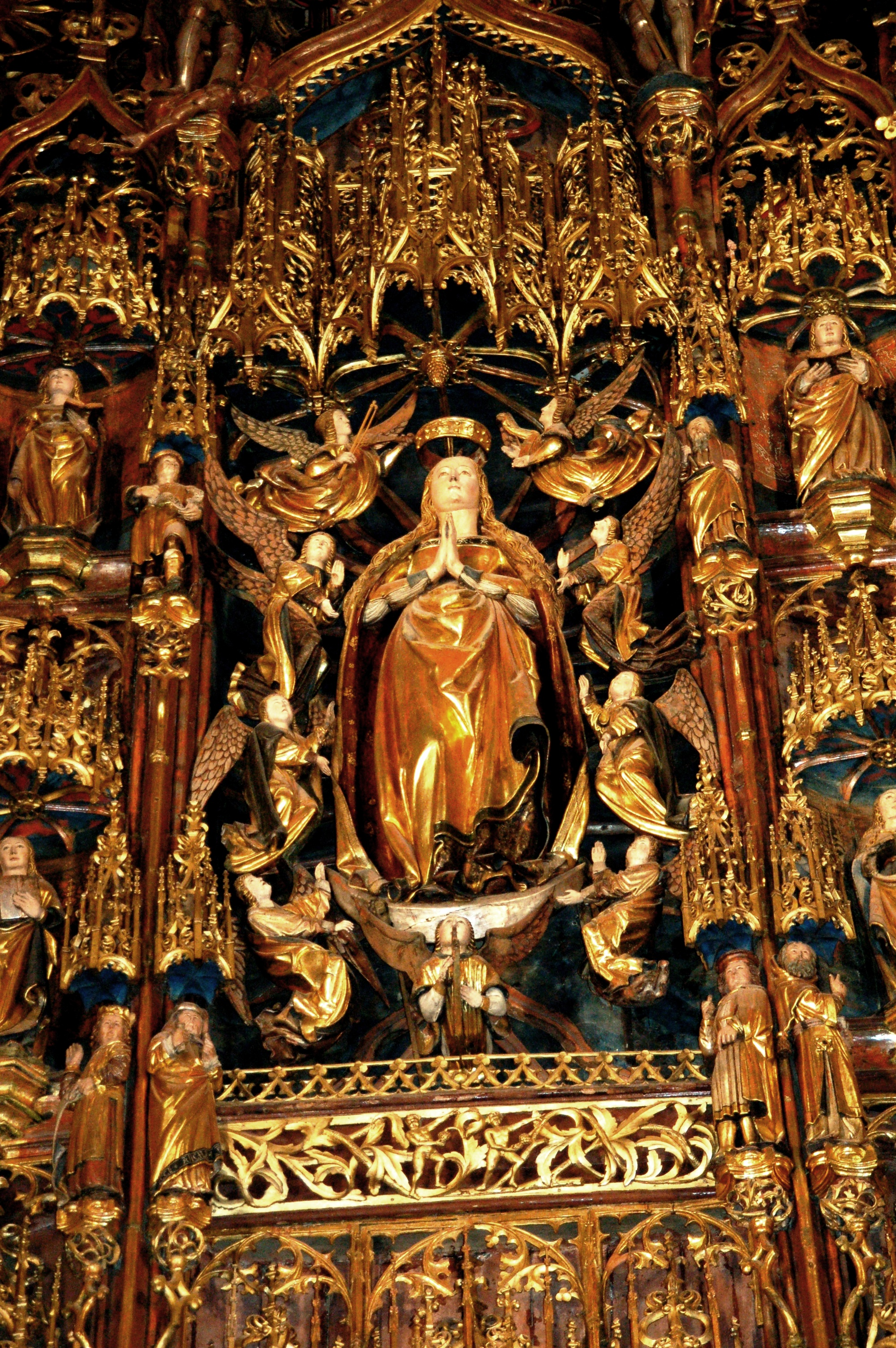
Calle central: Asunción de María
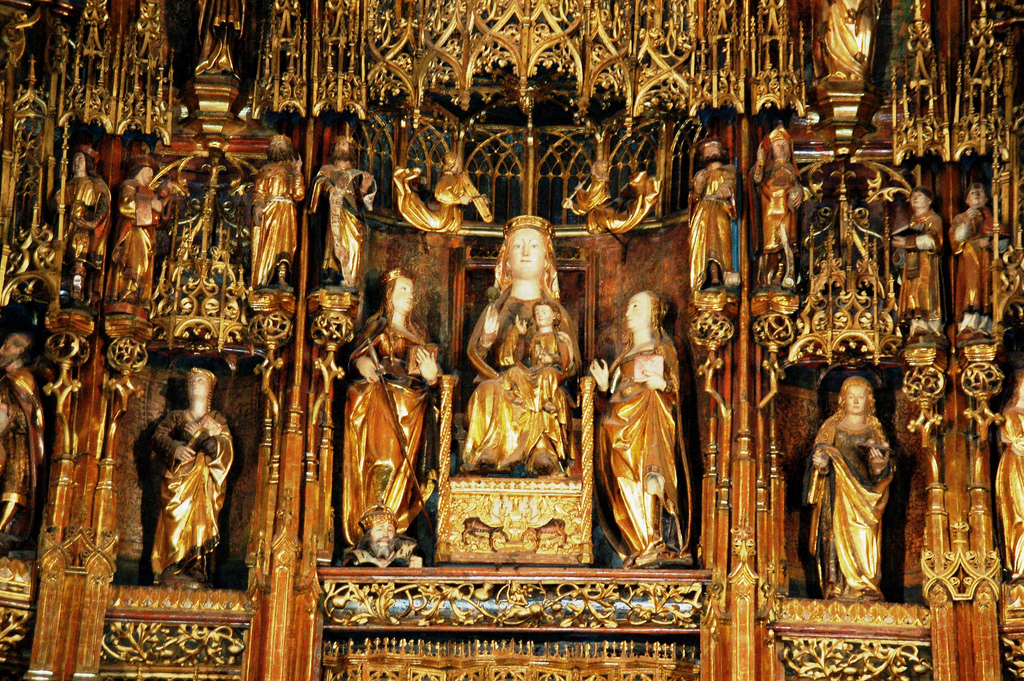
Calle central: Andra Mari
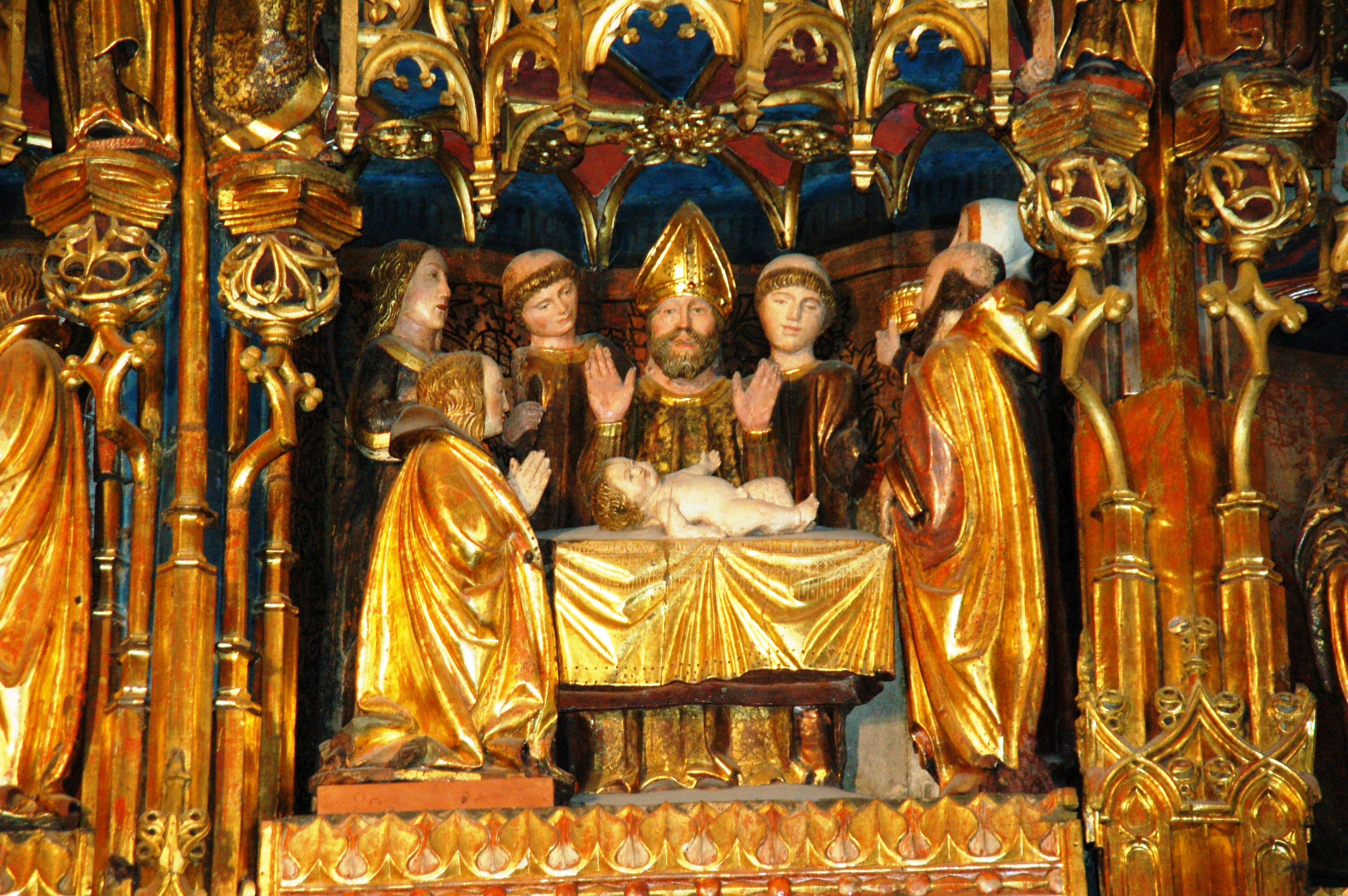
Cuerpo intermedio: Presentación en el Templo
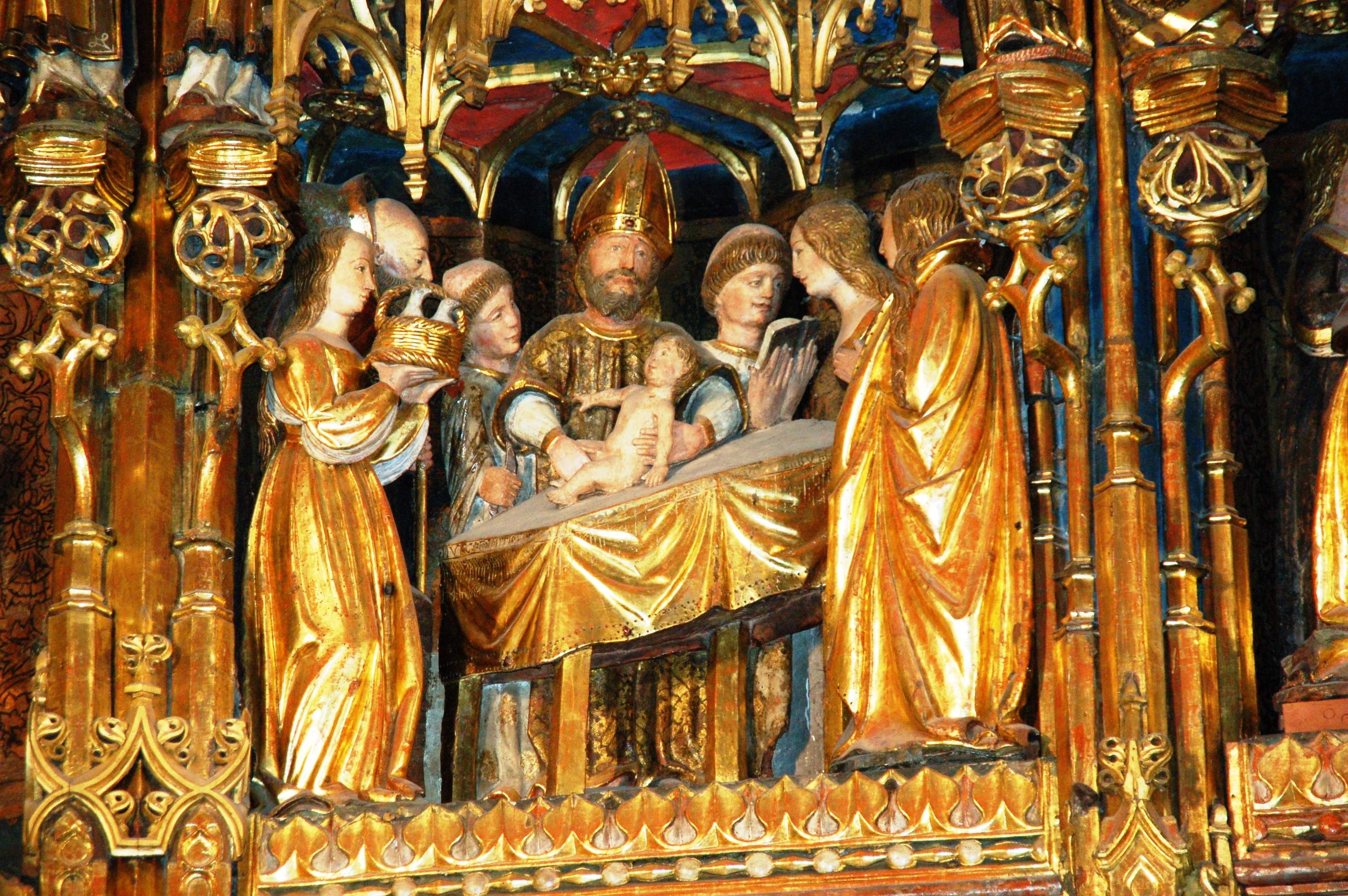
Cuerpo inferior: Circuncisión
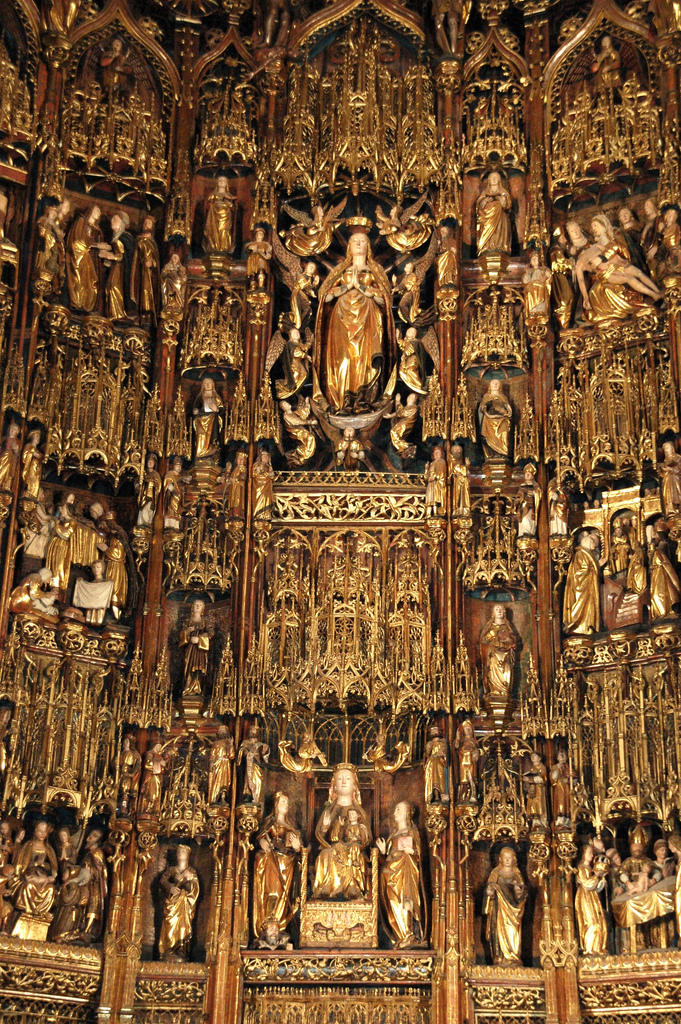
Calles centrales

- Datos: Q6106652
- Multimedia: Retablo mayor de la Basílica de la Asunción de Lequeitio / Q6106652